# The Infotainment Scan
The Infotainment Scan  è il quindicesimo album in studio del gruppo musicale post-punk inglese The Fall, pubblicato nel 1993.

## Tracce
1. Ladybird (Green Grass) – 3:59
2. Lost in Music – 3:49
3. Glam-Racket – 3:12
4. I'm Going to Spain – 3:27
5. It's a Curse – 5:19
6. Paranoia Man in Cheap Shit Room – 4:27
7. Service – 4:11
8. The League of Bald-Headed Men – 4:07
9. A Past Gone Mad – 4:19
10. Light/Fireworks – 3:46
11. Why Are People Grudgeful? – 4:33 (solo ediz. CD)
12. League Moon Monkey Mix – 4:36 (solo ediz. CD)

## Formazione
- Mark E. Smith - voce
- Craig Scanlon - chitarra
- Steve Hanley - basso, cori
- Simon Wolstencroft - batteria
- Dave Bush - tastiere, programmazioni, cori